# East Providence
East Providence es una ciudad ubicada en el condado de Providence en el estado estadounidense de Rhode Island. En el año 2005 tenía una población de 49,515 habitantes y una densidad poblacional de 1,426 personas por km².

## Geografía
East Providence se encuentra ubicada en las coordenadas 41°48′49″N 71°22′12″O / 41.81361, -71.37000. Según la Oficina del Censo, la ciudad tiene un área total de 43,02 km² (16,6 mi²), de la cual 34,7 km² (13,4 mi²) es tierra y 8,3 km² (3,2 mi²) (19.33%) es agua.

## Demografía
Según la Oficina del Censo en 2000 los ingresos medios por hogar en la localidad eran de $39,108, y los ingresos medios por familia eran $48,463. Los hombres tenían unos ingresos medios de $34,342 frente a los $26,423 para las mujeres. La renta per cápita para la localidad era de $19,527. Alrededor del 8.6% de la población estaban por debajo del umbral de pobreza.